# Eupeodes volucris
Eupeodes volucris är en tvåvingeart som beskrevs av Osten Sacken 1877. Eupeodes volucris ingår i släktet fältblomflugor, och familjen blomflugor. Inga underarter finns listade i Catalogue of Life.

## Bildgalleri

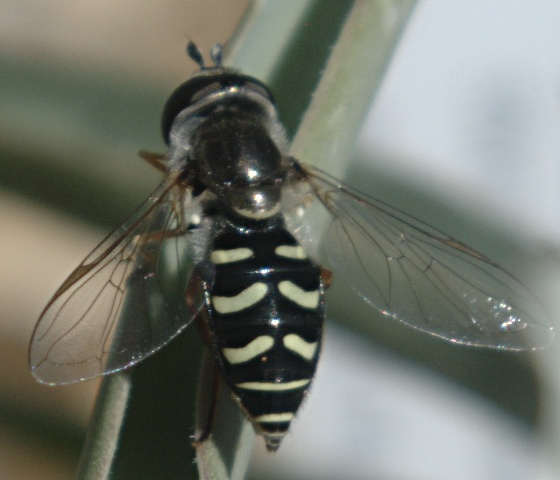
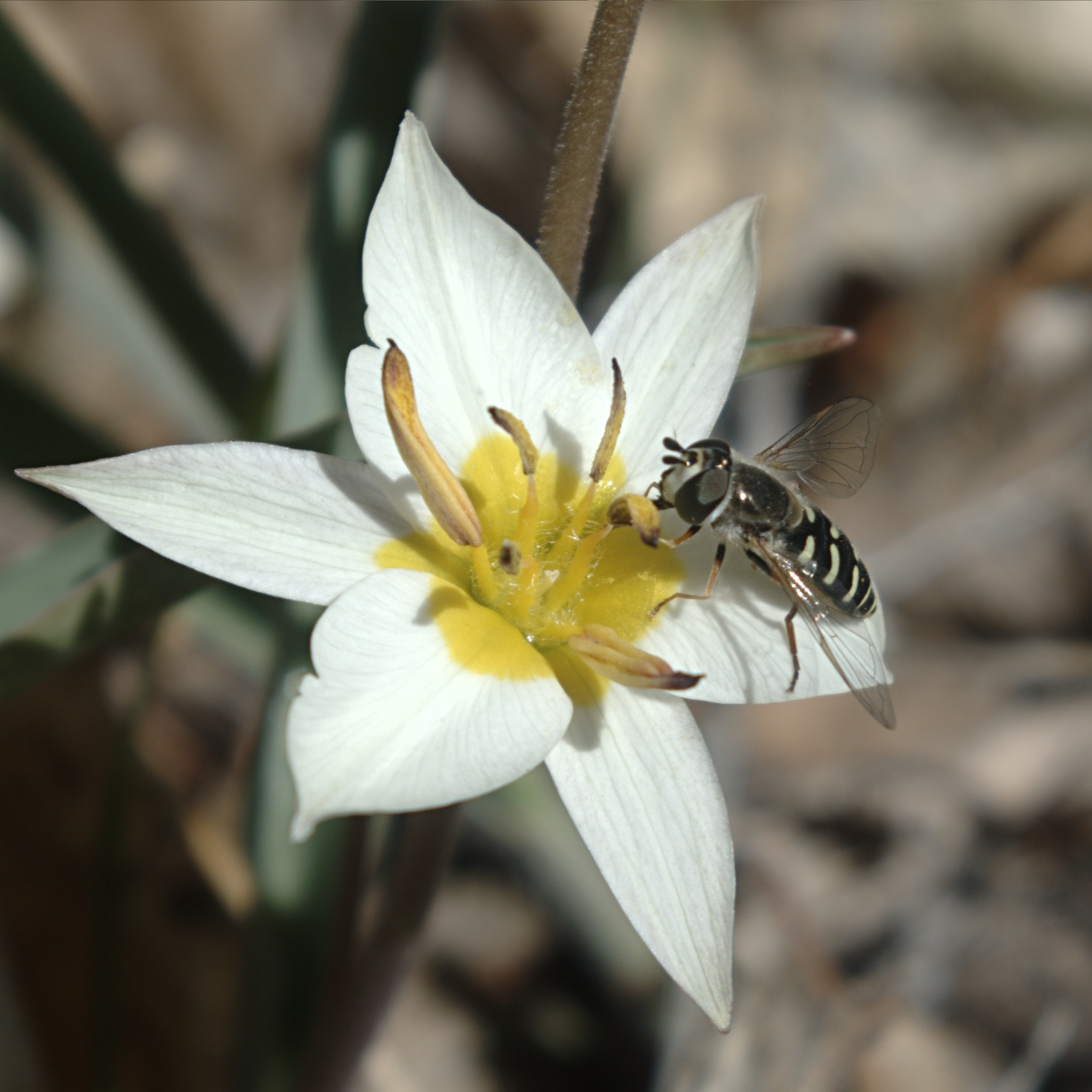
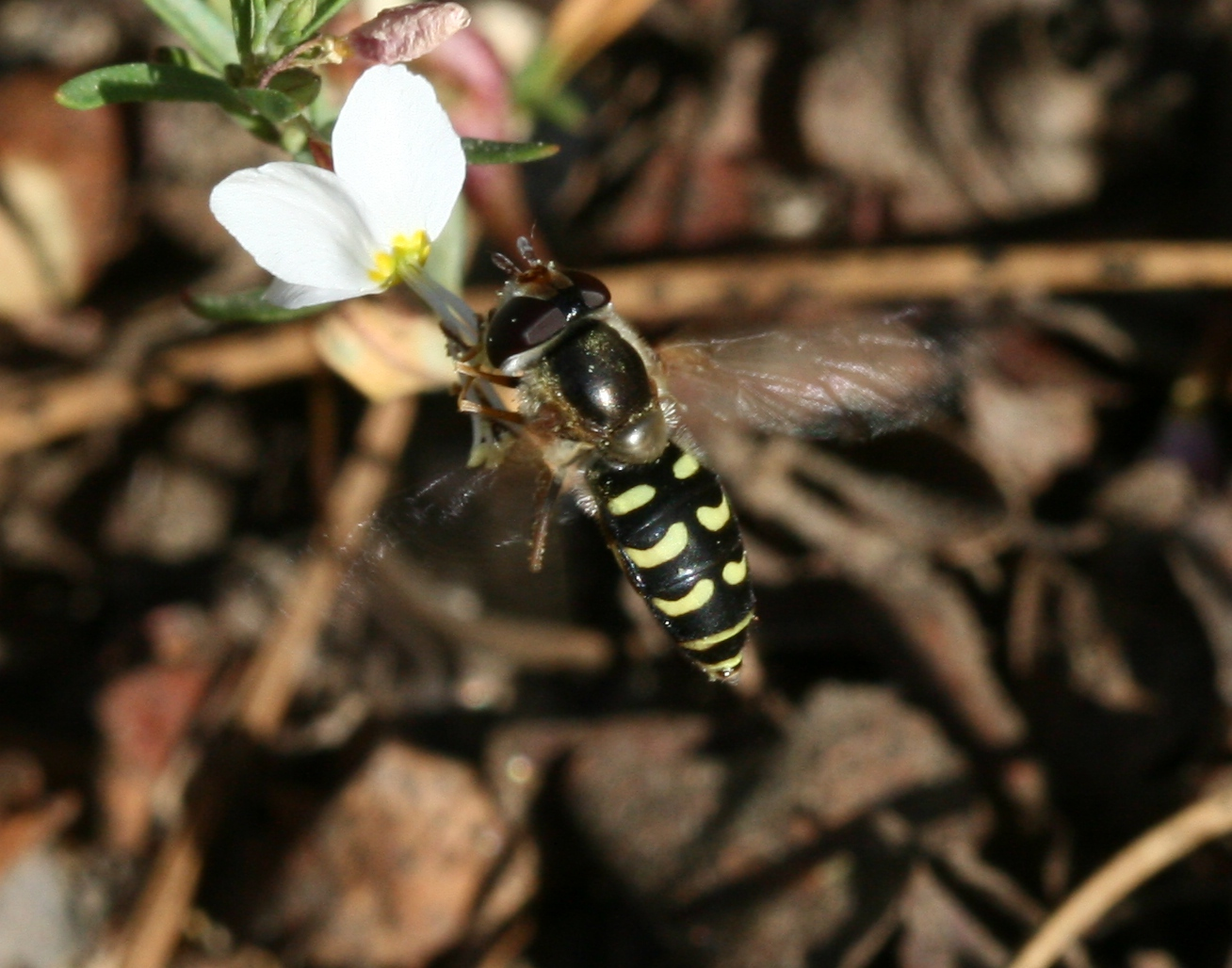